# آرچی ویلیامز (خواننده)
آرچی چارلز ویلیامز (به انگلیسی: Archie Charles Williams) خواننده‌ای است که در فصل ۱۵ مسابقهٔ امریکاز گات تلنت شرکت کرد. او به اشتباه ۳۷ سال به زندان محکوم شده بود که نهایتاً پس از اثبات بی‌گناهی در ۲۱ مارس ۲۰۱۹ آزاد شد.

## حکم زندان اشتباه
ویلیامز اهل بتن‌روژ، لوئیزیانا است. او چهار ماه قبل از ۲۱ آوریل ۱۹۸۳، در پروندهٔ تجاوز جنسی و اقدام به قتل محکوم شد. ویلیامز در آن زمان ۲۲ ساله بود و بدون امکان آزادی مشروط در زندان کیفری ایالت لوئیزیانا در شهر آنگولا به حبس ابد محکوم شد. پروژهٔ بی‌گناهی برای دستیابی به شواهدی که بتواند بی‌گناهی او را اثبات کند دهه‌ها جنگید. در ۲۱ مارس ۲۰۱۹، پس از آنکه قاضی دستور بازنگری در اثرانگشت‌ ودی ان ای پیدا شده در صحنه را داد، ویلیامز بی‌گناه شناخته و از زندان آزاد شد.

## مسابقهٔ امریکاز گات تلنت
ویلیامز برای اولین اجرای خود در امریکاز گات تلنت در تاریخ ۲۶ مه ۲۰۲۰، آهنگ " Don’t Don't Sun Sun Go Down on Me " از التون جان را خواند. هر چهار قاضی به او رأی مثبت دادند تااو به مرحلهٔ بعدی برود او مورد تشویق ایستادهٔ حضّار و داوران قرار گرفت. التون جان گفت که این اجرا او را تا حد اشک تحت تأثیر قرار داد. در نتیجهٔ داستان ویلیامز، سایمون کاول، تهیه‌کننده و داور مسابقه، به عنوان سفیر به پروژهٔ بی گناهی پیوست. ویلیامز در مرحله نیمه نهایی ترانهٔ «پرواز بدون بال» اثر وست‌لایف را خواند. او همراه با چهار اجراکنندهٔ دیگر راهی فینال شد.